# Странички из дневника
Странички из дневника — статья В. И. Ленина, посвящённая народному образованию. Написана 1-2 января 1923 г. Впервые опубликована в газете «Правда» 4 марта 1923 г. в № 2. Статья вошла в число последних работ Ленина, в которых он разрабатывал план перехода к новой экономической политике.

## Основные идеи
В статье подчеркнуто огромное значение культурной революции для построения социализма 

…сколько ещё настоятельной черновой работы предстоит нам сделать, чтобы достигнуть уровня обыкновенного цивилизованного государства Западной Европы.
 Указано, что партия и советское государство должны добиться грамотности всего населения. С этой целью 

Народный учитель должен у нас быть поставлен на такую высоту, на которой он никогда не стоял и не стоит и не может стоять в буржуазном обществе.
 Для укрепления союза города и деревни нужно создать культурно-просветительские организации из фабрично-заводских рабочих, чтобы оказывать крестьянству помощь в его культурном развитии и политическом просвещении

Для этого необходимо основать ряд объединений (партийных, профессиональных, частных) из фабрично-заводских рабочих, которые ставили бы себе систематической целью помогать деревне в её культурном развитии.

## Историческое значение
Статья широко обсуждалась среди работников просвещения и оказала большое влияние на развитие народного образования в СССР. 10 января 1923 года Народный комиссариат просвещения разослал радиограмму своим отделам, где было высказано предложение о широком распространении этой статьи для общественного пользования и выработке определённых мероприятий по совершенствованию системы народного образования. Президиум коллегии Народного комиссариата просвещения 11 февраля 1923 года принял постановление об учреждении комиссии для разработки сводного плана мероприятий по установлению связей с деревней, который был утверждён 11 апреля того же года.

## Оценки
XII съезд РКП(б) подчеркнул в своих решениях

неуклонно продолжать и усиливать начинающуюся работу по улучшению материального положения учительства, усилению политической и просветительской работы в его среде и укреплению идейных и организационных связей его с советско-партийной общественностью
Н. И. Бухарин писал, что статья В. И. Ленина «Странички из дневника» посвящена раскрытию содержания культурной революции (необходимой для сочетания кооперации с индустриализацией), в ней «он говорит, что нужно делать, на что нужно обратить внимание, где здесь „звено“». Также Бухарин отмечал, что 
И этот вопрос Ленин ставит, конечно, с точки зрения соотношения между рабочим классом и крестьянством: «Тут основной политический вопрос — в отношении города к деревне, который имеет решающее значение для всей нашей революции». Общая установка ясна. Мы не делаем „главного“: мы не поставили народного учителя на надлежащую высоту. Вот одна директива. И Ленин сразу же идёт дальше: взяв строение нашего государственного бюджета, он говорит: если хотите культурную революцию проводить, то моя директива вам: необходима перестановка всего нашего госбюджета в сторону первоначального образования
 Отсюда Бухарин делает вывод, что Лениным в статье был не только провозглашён лозунг культурной революции, но «он сейчас же сделал из этого практические указания очень широкого размаха.». Он обращает внимание на то, что Ленин в своей статье по сути предложил: 
изгнать все излишества из наших общественных отношений, все барские игрушки, всё ненужное; передвинуть госбюджет в сторону первоначального народного образования, поднять нашего народного учителя на новую высоту.
 В связи с этим Бухарин отмечает, что Ленин по этому поводу не стеснялся писать, что  «мы „не делаем почти ничего для деревни помимо помимо нашего официального бюджета, или помимо наших официальных отношений“» и добавляет, что он в статье выдвинул «идею массовых рабочих организаций, которые бы проникали в деревню, ставит вопрос о шефских обществах, даёт формулу, что рабочие-передовики должны нести коммунизм в деревню». Бухарин указывает на то, что Ленин здесь же объясняет содержание этого понятия и свою мысль о том, что не следует:
„нести сразу чисто и узко-коммунистические идеи в деревню. До тех пор, пока у нас в деревне нет материальной основы для коммунизма, до тех пор это будет, можно сказать, вредно, это будет, можно сказать, гибельно для коммунизма. Нет, начать следует с того, чтобы установить общение между городом и деревней, отнюдь не задаваясь предвзятой целью внедрить в деревню коммунизм. Такая цель не может быть достигнута. Такая цель несвоевременна. Постановка такой цели принесёт вред делу вместо пользы.“
 Бухарин подытоживает, говоря что 
Это — мудрость организатора, который организует не ячейку молодых людей из советских служащих, а организует десятки и сотни миллионов и знает, как к этим десяткам миллионов подходить. Обсуждая вопрос о формах связи деревни с городом  (шефство и. д.), он настаивает: не делайте это бюрократических — и выдвигает лозунг всевозможных объединений рабочих, избегая всемерно их бюрократизации.

Доктор исторических наук, профессор и заведующий кафедрой истории древнего мира и средних веков Северо-Осетинского государственного университета имени К. Л. Хетагурова А. Х. Магометов отмечал, что в своей статье 
В. И. Ленин выдвинул идею шефства города над деревней, как важную форму политического влияния рабочего класса на крестьянство. В. И. Ленин указывал, что главная задача партии и рабочего класса состоит в том, чтобы сделать городского рабочего проводником коммунистических идей в деревне. Он советовал практиковать систематические поездки рабочих в деревню, организовать прикрепление городских партийных ячеек к деревенским с тем, чтобы каждая рабочая ячейка постоянно оказывала помощь своей подшефной ячейке.
Л. Д. Троцкий отмечает, что среди прочего в своей статье «Странички из дневника» Ленин «в основном приходит к выводам, что мы „болтали“ о пролетарской культуре, о её соотношении с культурой буржуазной, а в то же время забывали о таком грозном факте, как массовая неграмотность».
Кандидат исторических наук, доцент кафедры экономической истории и истории экономических учений Финансового университета при Правительстве РФ Е. М. Скворцова обращает внимание на то, что в своей статье «Странички из дневника» Лениным были следующим образом определены основные задачи культурной революции:
- ликвидация культурной отсталости (прежде всего неграмотности населения)
- обеспечение условий для развития творческих сил трудящихся
- формирование социалистической интеллигенции
- утверждение идеологии научного коммунизма в сознании широких масс

Бывшая сестра милосердия В. И. Ленина Т. М. Белякова вспоминает, что 
Я узнала потом, что в день моего приезда, 2 января, Ленин диктовал «Странички из дневника», а через два дня они были напечатаны в «Правде». Надежда Константиновна сообщила Владимиру Ильичу, что его статья вызвала  огромный подъём среди работников просвещения. Нельзя было не заметить, как радовался Ленин